# Seregélyes
Seregélyes is een plaats (nagyközség) en gemeente in het Hongaarse comitaat Fejér. Seregélyes telt 4642 inwoners (2001).

## Geboren
- Ferenc Münnich (1886-1967), Hongaars premier